# Arnaud Dublé
Arnaud Dublé, né le 13 mai 1980 à Bordeaux, est un coureur cycliste sur piste français. Il a été professionnel au sein de l'équipe Cofidis de 2001 à 2003. Il a notamment été champion du monde de vitesse par équipes juniors en 1998 et a détenu le record du monde du 500 mètres qu'il a battu en 2001. Il arrête sa carrière professionnelle en 2003. Il reprend la compétition à la fin des années 2010 et devient notamment champion du monde de vitesse par équipes chez les masters en 2019,.

## Palmarès

### Championnats du monde
- Cuba 1998 (juniors)
  -  Champion du monde de vitesse par équipes juniors (avec Mickaël Quemener et Thomas Montano)
  -  Médaillé d'argent de la vitesse individuelle juniors
- Manchester 2000
  - 7e du kilomètre
  - 10e de la vitesse individuelle
- Anvers 2001
  - 5e du kilomètre
- Ballerup 2002
  - 10e du kilomètre

### Coupe du monde
- 2000
  - Classement général du kilomètre
  - 1er du kilomètre à Cali
  - 1er du kilomètre à Ipoh
- 2001
  - 3e de la vitesse individuelle à Mexico
- 2002
  - 1er de la vitesse par équipes à Monterrey (avec Franck Durivaux et Arnaud Tournant)
- 2003
  - 1er de la vitesse par équipes à Aguascalientes (avec François Pervis et Mathieu Mandard)
  - 3e de la vitesse individuelle à Aguascalientes

### Championnats de France
- 1998
  -  Champion de France du kilomètre juniors
- 2000
  - 3e du championnat de France du kilomètre
- 2001
  - 3e du championnat de France du kilomètre
- 2002
  - 3e du championnat de France du kilomètre